# Компресія у гірництві
Компресія у гірництві — використовується у гірничій справі при подачі газу або його суміші в апарати і машини для технолічної обробки сировини та інтенсифікації цих процесів (збагачення твердих корисних копалин, очищення і переробка нафти, нафтопродуктів і інше), при закачуванні повітря в пласти з метою забезпечення внутрішньопластового горіння (газифікація вугілля) або підвищення нафтовіддачі пласта, при зборі природного (нафтового) газу із свердловин і транспортуванні його по магістральних газопроводах, акумулюванні газу в підземних і інших сховищах, транспортуванні твердих тіл або рідини (буріння свердловин, компресійний видобуток нафти, пневмотранспорт) або забезпеченні теплопередачі (калориферні та холодильні установки, сушарки), при вентиляції шахт.

## Дотичні терміни
Компресійна залежність для гірської породи — функціональна залежність між ущільнюючим тиском і коефіцієнтом пористості або вологості гірської породи в умовах, які виключають її бокове переміщення. Графічне зображення цієї залежності — компресійна крива.
Компресійне випробування гірської породи — лабораторне визначення величини усадки порід під дією зовнішнього навантаження. Таким чином одержують значення коефіцієнту ущільнення порід (зміна пористості при збільшенні тиску на 98 кПа).